# Anday Blanka
Anday Blanka, Andai (Buda vagy Pest, 1871. március – 1911 után) színésznő.

## Életútja
Előbb Kispesten egy műkedvelői körben tűnt fel, ahol sikerén felbuzdulva, 1895-ben lépett a színipályára, Kecskeméten. Nagy sikerei voltak Budán, (1898-ban) Krecsányi Ignác társulatánál, ahol a közönség tüntető rokonszenvével halmozta el. 1899-ben Szegeden lépett fel, majd 1901. december 20-án vendégszerepelt a Népszínházban, a »Hoffmann meséi«-ben. 1897, 1898, 1902 és 1903 nyarán a Budai Színkörben szerepelt. Magyar színházi működése alatt a »Hajdúk hadnagya« című operettben volt az első fellépte 1904-ben. 1907. november havában a drezdai operett-színház szerződtette.
1911-ből származó hír szerint Németországban élt, a rostocki és neustrelitzi operaházban voltak sikerei. Férjhez ment egy Leven nevű színészhez. Későbbi pályafutásáról nincsenek információk.

## Fontosabb szerepei
- Micaela (Lecocq: A kertészleány)
- Olympia (Offenbach: Hoffmann meséi)
- Jadviga (Czobor Károly: A hajdúk hadnagya)
- Musette (Henri Herblay:[4][5] Bohémszerelem)